# Strohmann-Argument
Ein Strohmann-Argument (auch Strohmann-Trugschluss, von Engl. straw-man fallacy oder straw-man argument) ist im Allgemeinen in der Rhetorik und im Speziellen in der Eristik eine Form des sophistischen  Schein-Argumentes (Red Herring), das auf einem informellen Fehlschluss beruht. Beim Strohmann-Argument wird der Eindruck erzeugt, dass ein gegnerisches Argument widerlegt wird, obwohl eigentlich ein Argument zurückgewiesen wird, das der Gegner gar nicht vorgetragen hat, sondern ihm lediglich unterstellt wurde.

## Begriff
Mit einem Strohmann-Argument wird ein Streitgespräch mit der Gegenposition fingiert, indem den eigenen Argumenten angebliche Argumente der Gegenseite gegenübergestellt werden. Statt auf die tatsächliche Position des Gegners und seine Argumente einzugehen, wird gegen einen nicht anwesenden, fiktiven Gegner – den „Strohmann“ – argumentiert; dabei werden diesem oft verzerrte und undifferenzierte Versionen der gegnerischen Argumentation in den Mund gelegt. Es wird dann behauptet, die Widerlegung der Strohmann-Position wäre eine Widerlegung der tatsächlichen Position des Diskussionsgegners. Da der Strohmann im Gegensatz zu einem realen Streitgegner nicht auf differenzierte Einwände eingehen oder sie gar zurückweisen kann, handelt es sich dabei aber um einen Sophismus der Sorte Argumentum ad populum. Alternativ kann das Strohmann-Argument als Spezialform der falschen Prämisse betrachtet werden.
Bei der verwandten Technik des Advocatus Diaboli wird ebenfalls ein fiktiver Gegner der eigenen Position aufgebaut, nur dass dabei die Argumente der Gegenseite so stark wie möglich vorgebracht werden sollen, um die Stichhaltigkeit des eigenen Arguments zu prüfen und eventuelle Schwachstellen zu beheben.

## Ursprung
Strohmann-Argument ist eine aus dem Englischen gebildete Lehnübersetzung von straw-man fallacy oder straw-man argument. Das Wort wurde von den Redaktionen der deutschen Wörterbücher bisher nicht in den Wortbestand der deutschen Sprache aufgenommen, obwohl sein gelegentlicher Gebrauch in einem Fachjargon nachweisbar ist. Der Begriff des Strohmanns geht auf im Laufe des 19. Jahrhunderts außer Gebrauch gekommene Strohpuppen zurück, die unter anderem beim Fechttraining aufgestellt wurden.

## Methoden
Es gibt verschiedene Methoden der Strohmann-Argumentation:
1. Die These des Gegners wird verzerrt, übertrieben oder falsch dargestellt, dann die entstellte These widerlegt und behauptet, dass damit die ursprüngliche These widerlegt sei.
2. Es wird konkret jemand beschrieben, der die gegnerische These mit wenig überzeugenden Argumenten verteidigt. Diese Argumente werden widerlegt und unter Unterschlagung anderer möglicher Begründungen der These behauptet, dass dadurch jeder Vertreter dieser These und somit auch die These selbst widerlegt sei.
3. Es wird eine Person mit fragwürdigen Anschauungen oder Handlungen beschrieben, die angeblich typisch für die Vertreter der gegnerischen These sei. Dann folgt eine Zurückweisung der These per Association fallacy.
4. Es werden scheinbare Analogien zur gegnerischen These vorgebracht, die sich leicht widerlegen lassen. So kann man sich Analogien zurechtlegen, die wesentlich einfacher zu widerlegen sind als die eigentlich zu widerlegende These.

Strohmann-Argumente können als rhetorische Technik erfolgreich sein (d. h. Leute überreden), sie führen den Zuhörer jedoch zu Fehlschlüssen, da die tatsächliche Argumentation des Gegners nicht widerlegt ist. Strohmann-Argumente können auch oft die Folge von Beurteilungsfehlern des Redners sein, der seinem Gegner irrtümlich die angegriffenen Positionen unterstellt, weil er ihn missversteht oder von Vorurteilen geleitet wird.